# Angelo Mausoni
Angelo Mausoni (L'Aquila, ... – 4 settembre 1665) è stato un vescovo cattolico italiano.

## Biografia
Nato all'Aquila, fu nominato vescovo di Teramo da papa Alessandro VII il 10 novembre 1659; la consacrazione avvenne il 19 aprile ad opera del cardinale Vincenzo Maculani, già arcivescovo metropolita di Benevento, nella basilica di San Sisto Vecchio a Roma. Rimase in carica fino alla morte, avvenuta nel 1665.

## Genealogia episcopale
La genealogia episcopale è:
- Cardinale Guillaume d'Estouteville, O.S.B.Clun.
- Papa Sisto IV
- Papa Giulio II
- Cardinale Raffaele Riario
- Papa Leone X
- Papa Paolo III
- Cardinale Francesco Pisani
- Cardinale Alfonso Gesualdo
- Papa Clemente VIII
- Cardinale Pietro Aldobrandini
- Cardinale Laudivio Zacchia
- Cardinale Antonio Barberini, O.F.M.Cap.
- Cardinale Vincenzo Maculani, O.P.
- Vescovo Angelo Mausoni